# رئيس الأركان العامة (إسرائيل)
رئيس الأركان العامة ((بالعبرية: ראש המטה הכללי)، Rosh HaMateh HaKlali، abbr. —רמטכ"ל) (يعرف أيضًا باسم القائد الأعلى لقوات الدفاع الإسرائيلية) هو القائد الأعلى ورئيس الجيش الإسرائيلي.
يعتبر رئيس الأركان العامة هو الضابط النشط الوحيد الحاصل على أعلى رتبة في الجيش الإسرائيلي، راف ألوف (بالعبرية: רב-אלוף‏)، يترجم المنصب عادة إلى الإنجليزية برتبة فريق هو من فئة ثلاث نجوم. الاستثناء الوحيد لهذه القاعدة حدث أثناء حرب أكتوبر عندما استقال رئيس الأركان العامة السابق حاييم بارليف، الذي كان عضوًا في مجلس الوزراء عند اندلاع الحرب وأثناء الحرب ليتولى منصب رئيس القيادة الجنوبية للجيش الإسرائيلي. خلال تلك الفترة حصل دافيد إلعازار على نفس الرتبة.
يعتبر الجيش الإسرائيلي (IDF) قوة متكاملة، مع رتب مضغوطة قليلا. على سبيل المثال تقابل رتبة الأركان العامة رتبة الفريق في الجيوش التي تعتمد أو إف 8 أو رتبة المشير التي تعتمد أو إف 10.

## الوضع القانوني
يتم تعريف موقف رئيس الأركان العامة في القانون العسكري لعام 1976، الفقرة الثالثة:
- رتبة القيادة العليا في الجيش هي رتبة رئيس الأركان العامة.
- يوضع رئيس الأركان العامة تحت سلطة الحكومة ويخضع لوزير الدفاع.
- يتم تعيين رئيس الأركان العامة من قبل الحكومة بناءً على توصية وزير الدفاع.
- يتم تعيين رئيس الأركان العامة رسمياً مرة واحدة كل ثلاث سنوات وغالبًا ما تمدد الحكومة المدة إلى أربع سنوات قد تصل في بعض المناسبات إلى خمس سنوات. يشغل راف ألوف افيف كوخافي منصب رئيس الأركان العامة منذ 15 يناير 2019.

## الأهمية
يستمد منصب رئيس الأركان العامة أهميته من أهمية الجيش الإسرائيلي في المجتمع الإسرائيلي. مع إعلان كل رئيس هيئة جديد تغطي العديد من الصحف مثل صحفية يدعوت احرونوت وإسرائيل هايوم الخبر وغالبا ما يقوم المواطنون الإسرائيليون بتعليق هذه الصور في المنازل والمتاجر. غالبًا ما يشترك رؤساء الأركان السابقون في الحياة السياسية بشكل عام أو في عالم الأعمال بشكل خاص. شغل رئيسان للأركان العامة (إسحاق رابين وإيهود باراك) رئاسة وزراء إسرائيل في حين خدم تسعة آخرين (يغائيل يادين، موشيه ديان، تسفي تسور، حاييم بارليف، مردخاي غور، رافائيل إيتان، أمنون ليبكين شاحاك، شاؤول موفاز وموشيه يعالون) في الكنيست. من بين هؤلاء لم يتم تعيين سوى تسور في مجلس الوزراء. شغل خمسة من رؤساء الأركان العامة السابقين (ديان ورابين وباراك وموفاز ويعالون) منصب وزير الدفاع، الذي يُعتبر على نطاق واسع أنه أقوى منصب وزاري في البلاد والرئيس المدني المباشر لرئيس الأركان. من هؤلاء موفاز هو الوحيد الذي شغل منصب وزير الدفاع على خلفه المباشر كرئيس هيئة الأركان العامة (في قضية موفاز ويعالون). شغل موشيه ديان منصب وزير الخارجية. بعد فترة وجيزة من إقالته، أصبح دان حالوتس المدير التنفيذي لمستورد مرموق للسيارات.

## قائمة رؤساء الأركان العامة
| No. | الصورة                       | اسم القائد                                        | Took office      | Left office      | Time in office    | Ref          |
| --- | ---------------------------- | ------------------------------------------------- | ---------------- | ---------------- | ----------------- | ------------ |
| 1   | يعقوب دوري                   | Rav Aluf يعقوب دوري (1899–1973)                   | 1 June 1947      | 9 November 1949  | 2 سنوات و161 أيام | [ 4 ] [ 5 ]  |
| 2   | يغائيل يادين                 | Rav Aluf يغائيل يادين (1917–1984)                 | 9 November 1949  | 7 December 1952  | 3 سنوات و28 أيام  | [ 4 ] [ 6 ]  |
| 3   | مردخاي ماكليف [لغات أخرى]‏    | Rav Aluf مردخاي ماكليف ‏ (1920–1978)               | 7 December 1952  | 6 December 1953  | 364 أيام          | [ 4 ] [ 7 ]  |
| 4   | موشيه ديان                   | Rav Aluf موشيه ديان (1915–1981)                   | 6 December 1953  | 29 January 1958  | 4 سنوات و54 أيام  | [ 4 ] [ 8 ]  |
| 5   | حائيم لاسكوف [لغات أخرى]‏     | Rav Aluf حائيم لاسكوف ‏ (1919–1982)                | 29 January 1958  | 1 January 1961   | 2 سنوات و338 أيام | [ 4 ] [ 9 ]  |
| 6   | تسفي تسور                    | Rav Aluf تسفي تسور (1923–2004)                    | 1 January 1961   | 1 January 1964   | 3 years           | [ 4 ] [ 10 ] |
| 7   | إسحاق رابين                  | Rav Aluf إسحاق رابين (1922–1995)                  | 1 January 1964   | 1 January 1968   | 4 years           | [ 4 ] [ 11 ] |
| 8   | حاييم بارليف                 | Rav Aluf حاييم بارليف (1924–1994)                 | 1 January 1968   | 1 January 1972   | 4 years           | [ 4 ] [ 12 ] |
| 9   | دافيد إلعازار                | Rav Aluf دافيد إلعازار (1925–1976)                | 1 January 1972   | 3 April 1974     | 2 سنوات و92 أيام  | [ 4 ] [ 13 ] |
| –   | إسحاق حوفي                   | Rav Aluf إسحاق حوفي (1927–2014) Acting            | 3 April 1974     | 16 April 1974    | 13 أيام           | [ 4 ]        |
| 10  | مردخاي غور                   | Rav Aluf مردخاي غور (1930–1995)                   | 16 April 1974    | 16 April 1978    | 4 years           | [ 4 ]        |
| 11  | رفائيل إيتان (11 يناير 1929) | Rav Aluf رفائيل إيتان (11 يناير 1929) (1929–2004) | 16 April 1978    | 19 April 1983    | 5 سنوات و3 أيام   | [ 4 ]        |
| 12  | موشيه ليفي                   | Rav Aluf موشيه ليفي (1936–2008)                   | 19 April 1983    | 19 April 1987    | 4 years           | [ 4 ]        |
| 13  | دان شومرون                   | Rav Aluf دان شومرون (1937–2008)                   | 19 April 1987    | 1 April 1991     | 3 سنوات و347 أيام | [ 4 ]        |
| 14  | إيهود باراك                  | Rav Aluf إيهود باراك (ولد 1942)                   | 1 April 1991     | 1 January 1995   | 3 سنوات و275 أيام | [ 4 ] [ 14 ] |
| 15  | أمنون ليبكين شاحاك           | Rav Aluf أمنون ليبكين شاحاك (1944–2012)           | 1 January 1995   | 9 July 1998      | 3 سنوات و189 أيام | [ 4 ]        |
| 16  | شائول موفاز                  | Rav Aluf شائول موفاز (ولد 1948)                   | 9 July 1998      | 9 July 2002      | 4 years           | [ 4 ]        |
| 17  | موشيه يعلون                  | Rav Aluf موشيه يعلون (ولد 1950)                   | 9 July 2002      | 1 June 2005      | 2 سنوات و327 أيام | [ 4 ]        |
| 18  | دان حالوتس                   | Rav Aluf دان حالوتس (ولد 1948)                    | 1 June 2005      | 14 February 2007 | 1 سنة و258 أيام   | [ 4 ]        |
| 19  | جابي أشكنازي                 | Rav Aluf جابي أشكنازي (ولد 1954)                  | 14 February 2007 | 14 February 2011 | 4 years           | [ 4 ]        |
| 20  | بيني غانتس                   | Rav Aluf بيني غانتس (ولد 1959)                    | 14 February 2011 | 16 February 2015 | 4 سنوات و2 أيام   | [ 4 ] [ 15 ] |
| 21  | غادي أيزنكوت                 | Rav Aluf غادي أيزنكوت (ولد 1960)                  | 16 February 2015 | 15 January 2019  | 3 سنوات و333 أيام | [ 4 ] [ 16 ] |
| 22  | أفيف كوخافي                  | Rav Aluf أفيف كوخافي (ولد 1964)                   | 15 January 2019  | 16 January 2023  | 4 سنوات و1 يوم    | [ 17 ]       |
| 23  | هرتسي هليفي                  | Rav Aluf هرتسي هليفي (ولد 1967)                   | 16 January 2023  | Incumbent        | 2 سنوات و64 أيام  |              |

## وصلات خارجية
- قائمة برؤساء الأركان العامة
- تعيين افيف كوخافي في منصب رئيس الأركان العامة- يناير 2019